# New Concorde
New Concorde (NC) este o companie americană de distribuție a filmelor fondată de Roger Corman. A fost fondată în 1983, când Corman a pus bazele companiei de producție și distribuție a filmelor Concorde-New Horizons (CNH) ca una dintre primele companii de producție care a dezvoltat și a profitat de instrumentul de distribuție prin casete VHS pentru videoul de acasă.
Compania denumită inițial Concorde-New Horizons a fost creată atunci când Corman și-a combinat cele două noi companii Concorde Pictures (CP) și New Horizons Pictures în 1983. Compania este acum cunoscută oficial ca New Horizons Picture Corp.

## Istorie

### New World Pictures
Corman a fondat New World Productions (NWP) în 1970 și a realizat filme de gen cu buget redus până în 1982. Când studiourile mai mari au început să producă aceleași genuri de filme cu bugete mai mari pe care compania sa nu le putea suporta și după ce a fost abordat de un consorțiu de avocați care doreau să cumpere compania, a optat în 1982 să-și vândă interesele.

### Millennium Films
Corman a vândut New World Pictures în ianuarie 1983 pentru 16,9 milioane de dolari americani. Și-a păstrat toate drepturile de autor asupra catalogului său mare de filme și i-a luat cu el pe majoritatea membrilor echipei sale de creație. După cum a scris el: „au cumpărat dinozaurul de distribuție, lăsându-mă cu filmoteca și personalul de producție”.
Conform termenilor contractului, el a fost de acord să rămână consultant timp de doi ani și că New World va garanta că va distribui toate filmele pe care le-a făcut până în februarie 1984, la o taxă de 15%. Corman a fost de acord să ofere companiei un minim de cinci filme pe care le-ar putea lansa. De asemenea, s-a angajat să nu mai revină în activitatea de distribuție.
Corman a înființat o nouă companie de producție, Millennium - al cărei titlu a fost preluat din numele unei retrospective din 1981 a lucrărilor lui Corman la National Film Theatre din Londra. Pe măsură ce noii proprietari ai New World au preluat vechile birouri, Corman a stabilit birouri pentru Millennium peste drum de ei, în Brentwood. El și-a anunțat planurile de a face filme cu un buget între 2 și 5 milioane de dolari americani pe film, cu banii obținuți din vânzarea lui New World.
Corman a susținut că vrea să facă filme mai puțin comerciale, iar primul film Millennium (și ultimul din vechea New World) a fost o dramă romantică Love Letters (regia Amy Holden Jones). Un alt efort timpuriu, mai mult de artă al Millenium a fost Wild Side, care a devenit Suburbia. Celelalte filme Millennium au fost mai filme standard de exploatare, cum ar fi Space Raiders și Screwballs.
Corman a descoperit că nu-i plăcea să lucreze în Brentwood, așa că în cele din urmă și-a mutat birourile în Studioul Corman din Veneția. A avut probleme cu numele „Millennium” - „Nimeni nu putea să-l scrie, nimeni nu știa ce înseamnă”, așa că în octombrie 1983, compania Millennium a fost redenumită „New Horizons”." 

### Concorde Pictures
Unele filme Corman au fost lansate prin „noua” siglă New World, ca Love Letters, Deathstalker, Screwballs sau Space Raiders, dar Corman a fost nemulțumit de rezultate. „Nu au oferit niciodată filmelor mele o lansare completă și nu mi-au plătit niciodată banii pe care i-au câștigat pe ele”, a susținut el.
La rândul lor, noii proprietari New World au fost nemulțumiți de afacerea avantajoasă acordată lui Corman. Corman a simțit că trebuie să revină în distribuție, ceea ce era contrar acordului său cu New World. Mai târziu a scris: „Ultimul lucru pe care am vrut să-l fac a fost să revin în distribuție, dar nu am avut de ales. Filmele mele aveau nevoie de distribuție și eu aveam nevoie de venituri”.
La începutul anului 1985, Corman a dat în judecată New World pentru încălcarea obligațiilor sale față de el. În special, el a susținut că New World a refuzat să distribuie două dintre filmele sale, School Spirit și Wheels of Fire, și că New World îi datorează bani pentru Screwballs, Space Raiders și Slumber Party Massacre. La rândul său, New World l-a dat în judecată, susținând că Corman a discreditat compania în fața noilor investitori și clienți și a ocolit New World în căutarea distribuției pentru unele dintre filmele lui Corman, în special Hardbodies, care a fost parțial finanțat de Corman, dar care a fost vândut către Columbia Pictures.
Problemele au ajuns în instanță, însă la câteva zile după proces, ambele părți au convenit să le rezolve. Corman a numit aceasta „o experiență nefericită. Am fost forțat să mă întorc în distribuție, o afacere în care nu voiam să fiu. Eram atât de împotrivă, încât am propus o formulă unui grup de patru producători independenți bine finanțați pentru a înființa împreună o companie de distribuție.”
Compania a fost denumită Concorde Pictures. Corman a spus: „Citisem de data aceasta o carte care spunea că C-urile dure sunt cele mai importante sunete pentru a vinde produse – precum Kodak sau Coca-Cola. Concorde nu avea decât două litere C; ca o măsură suplimentară, dicționarul l-a descris ca o grupare armonioasă de entități asemănătoare cu obiective similare”.
Compania urma să fie o „cooperativă” care să distribuie filmele lui Corman (inclusiv catalogul său de peste 100 de filme), dar și de la alți producători. Înființarea acestei companii a fost anunțată în martie 1985. Corman a anunțat că primele filme Concorde vor include School Spirit, Wheels of Fire și Barbarian Queen; a declarat, de asemenea, că are intenția de a distribui filme străine, așa cum a procedat cu New World.
Primele opt filme distribuite de Concorde au fost Wizards of the Lost Kingdom, Naked Vengeance, Wheels of Fire, Loose Screws (Screwballs II), School Spirit, Barbarian Queen, The Devastator și Streetwalkin’.
În iulie 1985, s-a anunțat că Concorde va colabora cu Cinema Group pentru a distribui filme. Primele lor lansări au inclus Club Sandwich și Cocaine Wars de la Concorde și Born American și Hollywood Vice Squad de la Cinema Group. Alte versiuni timpurii incluse au fost Loose Screws și Streetwalkin.Harper Paul Williams a condus apoi Concorde. Corman a numit-o „prima companie de distribuție cooperativă.”
El a adăugat: „Nu sunt prea fericit că sunt din nou implicat în distribuție, dar este ceva de care trebuie să mă ocup cel puțin încă un an. Apoi sper să mă întorc la regie. Scopul nostru este să facem opt până la nouă filme pe an și, în cele din urmă, să începem să facem rost de filme străine și lungmetraje independente.” Cu toate acestea, Corman a avut probleme în a găsi alte companii pe care să le distribuie în parte. El a spus că alții care și-au propus să se alăture companiei de distribuție s-au retras, deoarece nu aveau banii necesari. Aranjamentul cu Cinema Group s-a încheiat și Concorde a ajuns să fie distribuitor pe cont propriu.

### Concorde
CNH a luat ființă la începuturile boom-ului videoului pentru acasă. Corman a descoperit că se afla într-o poziție ideală pentru a valorifica noua piață. Folosind catalogul său extins și echipa sa de creație, el a reușit să profite din plin de piața video nouă și în creștere și a creat filme destinate în mod special videoului de acasă. Acest lucru a făcut din Concorde-New Horizons una dintre primele companii de producție care a dezvoltat și valorificat pe deplin piața video ca instrument de distribuție.
Acest lucru a permis companiei Concorde-New Horizons a lui Corman să fie mai prolifică decât fosta sa New World Productions, dar această productivitate a dus la o scădere a standardelor. Noile filme New World au fost considerate tot ca produse de calitate scăzută, dar filmele lor au fost văzute ca având o energie și un farmec de care filmele lui Corman păreau să le lipsească. Cu toate acestea, obiectivul său de a crea filme pentru o piață direct-pe-video a avut succes financiar. După biografului său, „La Concorde-New Horizons, la mijlocul anilor 1980, cheia profitabilității părea să stea în volum: mai multe filme însemnau mai mulți bani. Corman, desigur, a fost încurajat când această teoremă s-a dovedit a fi adevărată. Ceea ce nu a prevăzut, totuși, este că își crea propriul monstru Frankenstein - o companie care a crescut atât de repede încât amenința să-l copleșească.”
Last Resort (1986, regia Zane Buzby) a fost o încercare de a face o comedie pentru publicul larg. Corman a avut mai mult succes cu Stripped to Kill (1987, regia Katt Shea).
Beverly Gray, biograful lui Corman, a scris că „mulți veterani de la Concorde își amintesc sfârșitul anilor 1980 ca fiind epoca de aur a companiei, în care a existat mult spațiu pentru idei și talente noi. Acesta a fost o perioadă în care tinerii regizori interesanți și-au pus amprenta personală pe tema convențională a genului de filme.”
Filminl a susținut că în general calitatea producției lui Corman a scăzut în această perioadă și „Cele mai multe discuții despre producția lui Corman trec peste producțiile New World Pictures și nu pot spune cu adevărat că au greșit făcând acest lucru.”

## New Concorde
La începutul anului 2000, Corman a redenumit compania ca 'New Concorde', a vândut filiala New Horizons Pictures (NHP) și s-a reorganizat pentru a forma New Concorde Home Entertainment.
În 2005, Concorde a semnat un contract pe 12 ani cu Buena Vista Home Entertainment acordând drepturi de distribuție BVHE celor peste 400 de filme produse de Roger Corman. Buena Vista a încheiat afacerea cu New Horizons la începutul anului 2008, în mare parte din cauza vânzărilor slabe și a rating-urilor mici pentru multe dintre titluri.
În 2010, Shout! Factory a semnat cu New Horizons Pictures pentru aproape tot catalogul Concorde-New Horizon și New World Pictures dinainte de 1984, inclusiv cele care au fost lansate anterior de Buena Vista Home Entertainment. În martie 2018, Shout! Factory a cumpărat New Horizons de la Roger Corman, ceea ce le-a adus proprietatea completă asupra tuturor filmotecilor Concorde-New Horizon și a celor New World Pictures înainte de 1984. Shout! Factory controlează drepturile de distribuție în America de Nord, Europa, Australia și Rusia, în timp ce compania chineză Ace Film HK Company a semnat acorduri de distribuție cu Shout pentru China, cea mai mare parte din Asia, Africa și America de Sud. La scurt timp după încheierea contractului, Roger Corman și soția sa, Julie Corman au fost dați în judecată de fiii lor, Roger și Brian, pentru drepturile de autor asupra filmotecii.

### Producție și distribuție
Concorde-New Horizons a produs peste 122 de filme, inclusiv Bloodfist, Shadow Dancer, The Sea Wolf, Munchie Strikes Back și Summer Camp Nightmare și a distribuit peste 39 de filme, inclusiv Supergator, Slaughter Studios, Dragon Fire și Eye of the Eagle. The New Concorde Home Entertainment se concentrează pe distribuție și a lansat peste 90 de filme, inclusiv Dinocroc, Avalanche Alley, Humanoids from the Deep, Munchies și The Slumber Party Massacre. Concorde Pictures, a produs 9 filme, inclusiv Killer Instinct, Watchers II, Time Trackers și The Drifter și a distribuit peste 144 de filme, inclusiv Avalanche Alley, The Sea Wolf, Humanoids from the Deep, Star Hunter și Wizards of the Lost Kingdom.

## Filmografie parțială

### Perioada Millenium Films
- Space Raiders (1983) - film Millenium distribuit de New World
- Screwballs (1983) - Maurice Smith, distribuit de New World
- Suburbia (1983) - distribuit de New World
- Deathstalker (1983) - Corman's Palo Alto company /Aries - distribuit de New World
- The Warrior and the Sorceress (1984) - New Horizons/Aries - distribuit de New World
- Love Letters (1984) - film Millenium (filmat în 1982) distribuit de New World

### Primele lansări Concorde Pictures
- School Spirit (1985) - de la Chroma III (a produs și Hardbodies)
- Wheels of Fire (1985) - Rodeo Productions
- Barbarian Queen (1985) - Rodeo Productions/Aries
- Wizards of the Lost Kingdom (1985) - Trinity Pictures/Aries
- The Devastator (1985) - Rodeo Productions
- Naked Vengeance (1985)
- Loose Screws (1985) (Screwballs II) - Maurice Smith

### Lansări Concorde/Cinema Group
- KGB The Secret War (1985) - Cinema Group
- Streetwalkin' (1985) - Rodeo Productions
- Cocaine Wars (1985) - New Horizons/Aries
- The Dirt Bike Kid (1985) - produs de Julie Corman
- Born American (1986) aka Arctic Heat- de la Cinema Group
- Killbots (1986) aka Chopping Mall - produs de Julie Corman pentru Trinity Productions
- Last Resort (1986) ala Club Sandwich - produs de Julie Corman pentru Trinity Productions
- Hollywood Vice Squad (1986) - Cinema Group
- Starship Redwing (1987) aka Starship - o preluare din Australia
- Willy/Milly (1986) aka Something Special

### Distribuite doar de Concorde Pictures
- Vendetta (1986) - Chroma III
- Amazons (1986) - Aries/Concorde
- Recruits (1986) - Maurice Smith
- Sorority House Massacre (1986) - Concorde
- Hunter's Blood (1986) - Cineventure Inc.
- Stripped to Kill (1987)
- Equalizer 2000 (1987)
- Sweet Revenge (1987) - Motion Picture Corporation of America
- Purple People Eater (1988) - Motion Picture Corporation of America

### SeriaRoger Corman Presents
Filme realizate pentru a fi proiectate la Showtime ca parte a serialului Roger Corman Presents.
- Suspect Device (1995)
- The Alien Within a.k.a. Unknown Origin (1995)
- Sawbones (1995)
- Virtual Seduction (1995)
- Bram Stoker's Burial of the Rats (1995)
- Not Like Us (1995)
- Black Scorpion (1995)
- The Wasp Woman (1995)
- Not of This Earth (1995)
- A Bucket of Blood a.k.a. Dark Secrets și The Death Artist (1995)
- Hellfire a.k.a. Blood Song (1995)
- Spectre a.k.a. House of the Damned (1996)
- Inhumanoid a.k.a. Circuit Breaker (1996)
- Alien Avengers a.k.a. Welcome to Planet Earth (1996)
- Shadow of a Scream (1996)
- Subliminal Seduction (1996)
- Last Exit to Earth (1996)
- Humanoids from the Deep (1996)
- Death Game (1996)
- Vampirella (1996)
- Scene of the Crime a.k.a. Ladykiller (1996)
- When the Bullet Hits the Bone (1996)
- Marquis de Sade a.k.a. Dark Prince: Intimate Tales of Marquis de Sade (1996)
- Black Scorpion II (1997)
- Alien Avengers II (1997)
- Spacejacked (1997)

### SeriaLovitură fatală
- Bloodfist (Lovitură fatală, 1989)[38]
- Bloodfist II (Lovitură fatală 2, 1990) (cu Concord Production Inc.)
- Bloodfist III: Forced to Fight (Lovitură fatală 3, 1992)
- Bloodfist IV: Die Trying (Lovitură fatală 4, 1992)
- Bloodfist V: Human Target (Lovitură fatală 5, 1994)
- Bloodfist VI: Ground Zero (Lovitură de gradul zero, 1995)[39]
- Bloodfist VII: Manhunt (Lovitură pentru onoare, 1995)[40]
- Bloodfist VIII: Trained to Kill (Lovitură fatală 8, 1996)[41]
- Bloodfist 2050 (Lovitură fatală 2050, 2005)[42]

### SeriaDeathstalker
- Deathstalker (1983)
- Deathstalker II (1987)
- Deathstalker and the Warriors from Hell (1988)
- Deathstalker IV: Match of Titans (1989)

### SeriaMunchies
- Munchies (1987)[43]
- Munchie (1992)[44][45][46]
- Munchie Strikes Back (1994)[47][48]

### SeriaLaboratorul groazei
- Watchers (Laboratorul groazei, 1988)
- Watchers II (Laboratorul groazei 2, 1990)
- Watchers III (Laboratorul groazei 3, 1994)

### Filme turnate în Peru
- Hour of the Assassin (1987)
- Crime Zone (1988)
- Heroes Stand Alone (1989)
- Full Fathom Five (1990)
- Ultra Warrior (1990)
- Crackdown (1991)
- Fire on the Amazon (1993)
- 800 de leghe pe Amazon (1993)
- New Crime City (1994)
- Laboratorul groazei 3 (1994)
- Eruption (1997)

### Filme turnate în Argentina
- Deathstalker (1983)
- The Warrior and the Sorceress (1984)
- Wizards of the Lost Kingdom (1985)
- Barbarian Queen (1985)
- Cocaine Wars (1985)
- Amazons (1986)
- Deathstalker II (1987)
- Stormquest (1987)
- Two to Tango (1988)
- Play Murder for Me (1990)

### SeriaDeath Race
- Death Race (2008)
- Death Race 2 (2010)
- Death Race 3: Inferno (2013)
- Death Race 2050 (2018)
- Death Race 4: Beyond Anarchy (2018)

### SeriaCreature
- Carnosaur (1993)
- Carnosaur 2 (1995)
- Carnosaur 3: Primal Species (1996)
- Raptor (2001)
- Dinocroc (2004)
- The Eden Formula (2006)
- Scorpius Gigantus (2006)
- Cry of the Winged Serpent (2006)
- Supergator (2007)
- Dinoshark (2010)
- Sharktopus (2010)
- Camel Spiders (2010)
- Dinocroc vs. Supergator (2010)
- Piranhaconda (2011)
- Sharktopus vs. Pteracuda (2014)
- Sharktopus vs. Whalewolf (2015)
- CobraGator (2018)

### Produse
| - The Jungle Demon (2021) - Abduction (2019) - Fist of the Dragon (2015) - Operation Rogue (2014) - Water Wars (2014) - Palace of the Damned (2013) - Virtually Heroes (2013) - Attack of the 50 Foot Cheerleader (2012) - Stealing Las Vegas (2012) - When Life Gives You Lemons (2010) - Searchers 2.0 (2007) - The Hunt for Eagle One: Crash Point (2006) - Saurian (2006) - The Hunt for Eagle One (2006) - Asphalt Wars (2005) - Rage and Discipline (2004) - Ice Crawkers (2003) - Barbarian (2003) (V) - Slaughter Studios (2002) - The Arena (2001/I) - Kyoko (2000) - Nightfall (2000) - Moving Target (2000) - The Prophet (1999) - Future Fear (1998) - Detonator (1997) - Inferno (1997) - Overdrive (1997) - Shadow Dancer (1997) - The Sea Wolf (1997) - One Night Stand (1995) - Stripteaser (1995) - Baby Face Nelson (1995) - Star Hunter (1995) - White Wolves II: Legend of the Wild (1995) - Stranglehold (1994) - One Man Army (1994) | - Saturday Night Special (1994) - The Crazysitter (1994) - Angel of Destruction (1994) - Firehawk (1993) - Dragon Fire (1993) - Kill Zone (film) (1993) - Little Miss Millions (1993) - Final Judgement (1992) - The Unborn (1991) - Field of Fire (1991) - Uncaged (film) (1991) - Killer Instinct (1991) - The Haunting of Morella (1990) - A Cry in the Wild (1990) - Ultra Warrior (1990) - Masque of the Red Death (1989) - Nowhere to Run (1989) - Time Trackers (1989) - Crime Zone (1989) - The Drifter (1988) - Fast Gun (1988) - The New Gladiators (1988) - Summer Camp Nightmare (1987) - Iris (1987) - Eye of the Eagle (1987) - Sorority House Massacre (1986) |

#### Distribuite
| - The Interrogation of Muscular POW (2014; anulat) - The Erotic Misadventures of the Invisible Man (2003) - Flyin' Ryan (2003) - Book of Days (2003) - Barbarian (2003) - Firefight (2003) - Slaughter Studios (2002) - Shakedown (2002) - Hope Ranch (2002) (TV) - Mary Christmas (2002) (TV) - Escape from Afghanistan (2002) - Second to Die (2002) - Disappearance (2002) (TV) - Love Thy Neighbor (2002/I) - Raptor (2001) - Avalanche Alley (2001) (TV) - A Girl, Three Guys, and a Gun (2001) - The Arena (2001/I) - Nightfall (2000) - Take It to the Limit (2000) - The Suicide Club (2000) - Dangerous Curves (2000) - Love 101 (2000) - White Wolves III: Cry of the White Wolf (2000) - The Doorway (2000) - Watchers Reborn (1998) - The Protector (1998/II) - The Prophet (1999) - Black Thunder (1998/II) - The Sea Wolf (1997) - Shadow Dancer (1997) - Vampirella (1996) (V) - House of the Damned (1996) - Ladykiller (1996) - Shadow Warriors (1996) - Star Hunter (1995) - Saturday Night Special (1994) - Terminal Voyage (1994) - The Unborn II (1994) - Little Miss Millions (1993) | - Dragon Fire (1993) - Stepmonster (1993) - Voor een verloren soldaat (1992) - Dance with Death (1991) - Curse of the Crystal Eye (1991) - Killer Instinct (1991) - Corporate Affairs (1990) - Watchers II (1990) - A Cry in the Wild (1990) - Full Fathom Five (1990) - Slumber Party Massacre III (1990) - A Cry in the Wild (1990) - The Light in the Jungle (1990) - Ultra Warrior (1990) - Brain Dead (1990) - Flesh Gordon Meets the Cosmic Cheerleaders (1989) - Think Big (1989) - Transylvania Twist (1989) - Food of the Gods II (1989) - The Terror Within (1989) - Barbarian Queen II: The Empress Strikes Back (1989) - Lords of the Deep (1989) - Nowhere to Run (1989) - Time Trackers (1989) - Saturday the 14th Strikes Back (1988) - The Drifter (1988) - Not of This Earth (1988) - Nightfall (1988) - Slumber Party Massacre II (1987) - Summer Camp Nightmare (1987) - Sweet Revenge (1987) - Eye of the Eagle (1987) - Ciske de Rat (1984) - Emmanuelle IV (1984) |